# Ln (Unix)
ln - Unix програма для створення жорстких або символічних посилань на файли або директорії у файловій системі. 

## Синтаксис
```
 
ln
 
[
опції
]
 
[
файл
|
директорія
]
 
[
посилання
]

 
ln
 
[
опції
]
 
[
файл1
]
 
[
файл2
]
 
..
 
[
посилання
]

```

## POSIX опції
- -f видалити, якщо посилання з таким ім’ям вже існує.
- -- завершити список опцій.

## GNU опції
- −d, −F, −−directory дозволити root користувачеві створити жорстке посилання на каталог.
- −f, −−force перезаписати існуюче посилання.
- −i, −−interactive спитати чи видаляти вже існуючі посилання з таким ім’ям.
- −n, −−no−dereference якщо останнім аргументом є вже існуюче символічне посилання на якийсь каталог, ln із −n опцією віднесеться до цього посилання як до звичайного файла (надає можливість перенаправляти символічні посилання на каталоги на щось інше). Якщо останній аргумент є дійсним каталогом (не символічним посиланням на каталог), матиме місце стандартне поводження, коли посилання створюватимуться у цьому каталозі. Лише у випадку коли останнім аргументом стоїть символічне посилання на каталог існують дві можливості інтерпретувати наміри користувача. ln може сприйняти місце призначення за звичайний каталог і створити всередині посилання, або цей аргумент розглядатиметься не як каталог а як звичайний файл. (В останньому випадку, ln видалить або зробить резервну копію файла−символічного посилання перед тим як створити нове символічне посилання.) За замовчуванням місце призначення у вигляді символічного посилання на каталог розглядається як каталог.
- −s, −−symbolic створити символічне посилання замість жорсткого. Ця опція призведе до повідомлення про помилку на системах що не підтримують символічних посилань.
- −v, −−verbose надрукувати назву кожного файлу перед створенням посилань.

## Приклад
```
 
$
 
ln
 
data.txt
 
slink.txt

```

Створює жорстке посилання slink.txt на файл data.txt

## Створення та видалення символічного посилання
Нижче показано створення символічного посилання slink.txt:
```
$
 
ln
 
-s
 
data.txt
 
slink.txt
$
 
ls
 
-li

  
969768
 
-rw-r--r--
 
1
 
alex
 
alex
   
10
 
Dec
  
9
 
09
:11
 
data.txt

  
969817
 
lrwxrwxrwx
 
1
 
alex
 
alex
    
8
 
Dec
  
9
 
09
:11
 
slink.txt
 
->
 
data.txt

```

З наведеного прикладу видно, що символічне (м'яке) посилання розміщене в іншому індексному дескрипторі ніж текстовий файл (969817). Інформація, що зберігається в data.txt доступна через slink.txt:
```
$
 
file
 
slink.txt

 
slink.txt:
 
symbolic
 
link
 
to
 
`
data.txt
'

$
 
cat
 
slink.txt

  
...
 
деякі
 
дані
 
...

```

Якщо видалити текстовий файл data.txt, то slink.txt залишиться, але дані будуть втрачені.
```
$
 
rm
 
data.txt
$
 
ls
 
-li

   
969817
 
lrwxrwxrwx
 
1
 
alex
 
alex
    
8
 
Dec
  
9
 
09
:11
 
slink.txt
 
->
 
data.txt
$
 
file
 
slink.txt

   
slink.txt:
 
broken
 
symbolic
 
link
 
to
 
`
data.txt
'

$
 
cat
 
slink.txt

   
cat:
 
slink.txt:
 
No
 
such
 
file
 
or
 
directory

```

## Жорстке посилання
Якщо hlink.txt був жорстким посиланням, наші дані залишаються доступними через hlink.txt.
Крім того, якщо Ви видалите оригінальний файл, копія жорсткого посилання залишиться.
```
 
$
 
ln
 
data.txt
 
hlink.txt

 
$
 
ls
 
-li

    
104690
 
-rw-r--r--
   
2
 
sc69876
  
support
      
10
 
Aug
 
29
 
18
:13
 
data.txt

    
104690
 
-rw-r--r--
   
2
 
sc69876
  
support
      
10
 
Aug
 
29
 
18
:13
 
hlink.txt

 

 
$
 
rm
 
data.txt

 

 
$
 
ls
 
-li

    
104690
 
-rw-r--r--
   
1
 
sc69876
  
support
      
10
 
Aug
 
29
 
18
:13
 
hlink.txt

 
$
 
cat
 
hlink.txt

    
деякі
 
дані

```